# Martin Huber (Manager)
Martin Huber (* 26. Februar 1960 in Wels) ist ein österreichischer Manager, der vom 1. November 2004 bis zum 22. April 2008 als Generaldirektor der ÖBB-Holding-AG der Österreichischen Bundesbahnen (ÖBB) tätig war. Nach seinem Ausscheiden gründete Huber mit dem Immobilienexperten Erwin Krause die 6B47 Real Estate Investors AG, einen Immobilienprojektentwickler mit Schwerpunkten in Österreich, Deutschland und Polen.

## Leben
Martin Huber wuchs zunächst in Schwanenstadt und später in Baden auf. Er studierte Betriebs- und Sozialwissenschaften an der Wirtschaftsuniversität in Wien und schloss im Jahre 1985 als Magister ab.

### Beruflicher Werdegang Bau- und Immobilienwirtschaft
Im Jahre 1985 begann er seine Karriere als Revisionsassistent bei der Österreichischen Wirtschaftsberatung-GmbH. Ein Jahr später wechselte Huber in die Projektentwicklungsabteilung der Immorent AG, bei der er bis zum Jahr 1989 tätig war. Anschließend erfolgte der Eintritt in die Allgemeine Baugesellschaft A. Porr AG, bei der er bis 2004 folgende Positionen innehatte:
- Mitglied des Vorstandes des Tochterunternehmens UBM Realitätenentwicklung AG (Akquisition, Projektentwicklung Sonderprojekte, Vermittlung und Hausverwaltung, Recht und Versicherung)
- Mitglied des Vorstandes der Porr Projekt und Hochbau AG (Akquisition, Projektentwicklung, Investitionsmodelle, PORR Immoprojekt GmbH, Projektierungsbüro für Industrie-, Hoch- und Tiefbauten AG, Tschechien, Slowakei, Informationstechnologie)
- ab 2003 Mitglied des Vorstandes der A. Porr AG (Akquisition Hochbau, Projektentwicklung für den Gesamtkonzern, Projektfinanzierungen, Porr Projekt und Hochbau AG, Einkauf)[1]

### ÖBB-Vorstand (1. November 2004 – 22. April 2008)
Im November 2004 wurde Martin Huber mit 44 Jahren neuer ÖBB-Holding-Vorstand und folgte damit dem Deutschen Rüdiger vorm Walde an der Bahn-Spitze nach. In seiner dreieinhalbjährigen Amtszeit wurde ein Großteil der ÖBB-Reform (Bundesbahnstrukturgesetz von 2003) umgesetzt. So erfolgte ab 1. Jänner 2005 die Abspaltung von 17 Teilbetrieben. Dadurch wurden die ÖBB unter dem Dach der ÖBB-Holding AG in vier operative Aktiengesellschaften – ÖBB Personenverkehr, ÖBB GV Güterverkehr („Rail Cargo Austria AG“), ÖBB Infrastruktur „Bau“, ÖBB Infrastruktur „Betrieb“ – und eine Personalmanagementgesellschaft (PMG) geteilt. Am 14. März 2005 kam es unter Huber zur Einigung auf eine Neuplanung des Semmering Bahntunnels. Am 20. April verschmolz die vordem selbständige Eisenbahn-Hochleistungsstrecken AG (HL-AG) und der Finanzierungsteil der Schieneninfrastrukturfinanzierungsgesellschaft mbH (SCHIG) mit der ÖBB-Infrastruktur Bau AG. Im Oktober 2007 bestellte die ÖBB 67 Züge des Typs „Railjet“. Zudem läuteten die ÖBB die zweite Phase der Bahnhofsoffensive ein: Nach der Fertigstellung der ersten zehn Bahnhöfe (Phase 1) folgten der Umbau der Bahnhöfe Wien Praterstern und der Spatenstich für St. Pölten Hauptbahnhof und Wien Heiligenstadt. Weiter vorbereitet wurden u. a. die Projekte Hauptbahnhof Wien, Salzburg Hauptbahnhof, Wien Westbahnhof, Wien Mitte und Wien Hütteldorf.
Ab Ende 2007 wurde Huber öffentlich zunehmend kritisiert. Hinterfragt wurde u. a. seine Rolle in umstrittenen Finanzgeschäften der ÖBB, die ab Frühjahr 2005 über die Deutsche Bank 612,9 Millionen Euro aus Cross-Border-Leasing-Geschäften in so genannte Collateral Debt Obligations, riskante Finanzprodukte, investierten. Kritisiert wurden auch hohe Lohnzahlungen an Huber, durch ihn angeworbene Führungskräfte sowie Hubers Beteiligung an einem Immobiliengeschäft, bei dem ein durch Hubers Frau und einen Treuhänder gehaltenes Unternehmen ein Haus für mehr als 200 Prozent des ursprünglichen Kaufpreises von 5,4 Millionen Euro an einen Großauftragnehmer der ÖBB verkaufte. Huber kündigte als Reaktion am 21. April 2008 seinen am folgenden Tag effektiven Rückzug „aus allen Funktionen innerhalb des ÖBB-Konzerns“ an. Zum neuen Generaldirektor wurde anschließend Peter Klugar bestellt, der bereits ab Anfang April 2008 als designierter Nachfolger Hubers gehandelt worden war.

### Juristische Auseinandersetzungen
Nach den öffentlichen Vorwürfen und dem Ausscheiden Hubers aus dem ÖBB-Vorstand wurden die erhobenen Vorwürfe in neun separaten Ermittlungssträngen von der Justiz aufgearbeitet. Bis zum November 2016 wurden alle Ermittlungen eingestellt, in einem Verfahren erfolgte ein Freispruch.

#### Immobiliengeschäfte der ÖBB
Das Ermittlungsverfahren gegen Martin Huber bezüglich eines Schädigungsvorsatzes bei Immobiliengeschäften zwischen 2005 und 2007 wurde am 11. März 2014 eingestellt.

#### CDO-Geschäfte der ÖBB
Missglückte Spekulationsgeschäfte (Collaterized Debt Obligations) der Bahn sorgten für Ermittlungen der Justiz. Auch der damalige ÖBB-Vorstand wurde mit den gesammelten Erkenntnissen konfrontiert. Die Justiz konnte Huber jedoch keinen Schädigungsvorsatz nachweisen. Die Ermittlungen der Justiz haben ergeben, dass Huber vom Abschluss dieser Spekulationsgeschäfte keine Kenntnis hatte. Daraufhin wurde das Verfahren eingestellt.

#### ÖBB-Abfindung und Konsulentenvertrag
Im Oktober 2008 reichte Huber Klage gegen seinen früheren Arbeitgeber ÖBB ein, da ihm das monatliche Honorar für einen neben Abfindung, Prämien- und Pensionszahlungen bis Ende 2009 zugesagten Beratervertrag nicht überwiesen worden sei. Zugleich wurden die nach Hubers Rücktritt fälligen Zahlungen in insgesamt sechsstelliger Höhe zum Gegenstand der öffentlichen und politischen Diskussion.

#### Nordbergstraße 15
Im Oktober 2003 verkaufte die Telekom Austria eine Immobilie in der Wiener Nordbergstraße an ein Porr-Konsortium unter der Leitung von Martin Huber. Dabei flossen Vermittlungsprovisionen an Walter Meischberger, der sich in Folge nicht an seine Leistung erinnern konnte („Wo woar mei Leistung?“). In Folge startete die Staatsanwaltschaft Ermittlungen gegen Martin Huber. Am 28. November 2014 wurde das Ermittlungsverfahren von der Staatsanwaltschaft Wien eingestellt.

#### Terminal Tower
Die Einmietung der Finanz im Linzer Terminal-Tower beschäftigt seit Jahren Justiz und Medien: Bei der Entscheidung für den Terminal Tower soll Bestechungsgeld geflossen sein. Im Visier der Justiz stehen Ex-Finanzminister Karl-Heinz Grasser und Makler Ernst Karl Plech. Huber, einst Manager bei der Porr, die den Tower errichtete, und in diesem Verfahren als Zeuge einvernommen wurde, wurde von Horst Pöchhacker und Ernst Karl Plech wegen falscher Beweisaussage und Verleumdung bei der Staatsanwaltschaft angezeigt. Am 16. April 2014 wurde das Verfahren gegen Huber eingestellt.

#### Railjet
Im August 2011 zeigte der damalige Grün-Politiker Peter Pilz den Ex-Personenverkehrsvorstand Stefan Wehinger wegen bei der Staatsanwaltschaft an. Die Anzeige betraf den Vorwurf der Untreue im Zusammenhang mit der Bezahlung von 180.000 Euro durch Stefan Wehinger als Vorstand der ÖBB-Personenverkehr AG für den Namen „railjet“ im Jahr 2007 an eine Kommunikationsagentur. Huber wurde eine Beteiligung vorgeworfen. Am 3. November 2014 wurde das Ermittlungsverfahren gegen Huber eingestellt, da Huber in diese Vorgänge nicht involviert war.

#### Zeitungs-Inserate
Die Kostenübernahme der ÖBB-Holding für Zeitungs-Inserate des BMVIT und des Ex-Verkehrsministers Werner Faymann im Zeitraum 2007–2008 sorgten wiederholt für öffentliche Kritik von Opposition und Rechnungshof. Nach einer Sachverhaltsdarstellung von FPÖ-Generalsekretär Harald Vilimsky begann die Staatsanwaltschaft Wien mit Ermittlungen gegen Kanzler Werner Faymann und Staatssekretär Josef Ostermayer, als auch gegen die Vorstände der ÖBB Holding AG und der Asfinag AG. Im November 2013 wurden die Ermittlungen gegen Huber eingestellt.

#### Schillerplatz 4 – Fall 1
2006 verkaufte die Telekom Austria eine Immobilie am Wiener Schillerplatz für 5,4 Millionen Euro an Martin Huber und seine Frau. Elf Monate später verkauften diese die Immobilie für 10,9 Millionen Euro weiter. Auf Basis einer Sachverhaltsdarstellung der Grün-Abgeordneten Gabriela Moser startete die Staatsanwaltschaft Wien 2008 mit Ermittlungen, stellte diese jedoch im April 2009 ein. Der Vorwurf: Untreue zum Schaden der Telekom Austria. Nach einer erneuten Anzeige von Moser im September 2011 wurde das Verfahren wieder aufgenommen. Im August 2013 erhob die Staatsanwaltschaft Wien gegen Huber und sechs weitere Verdächtige Anklage wegen Immobiliengeschäften im Rahmen der Telekom-Affäre. Im April 2014 kam es zu vier Freisprüchen, unter anderem für Martin Huber und seine Frau.

#### Schillerplatz 4 – Fall 2
Im Zuge der Ermittlungen wurde Huber auch vorgeworfen, den ÖBB-Aufsichtsrat nicht ordnungsgemäß über das Schillerplatz-Geschäft informiert zu haben. Das Verfahren wurde nach mehr als zweieinhalb Jahren am 2. November 2016 eingestellt.

### Berufliche Tätigkeit seit 2009
2009 gründete Martin Huber mit Erwin Krause die Immobilieninvestmentgruppe „6B47 Real Estate Investors AG“. Die beiden halten die Mehrheit am Unternehmen. Der Immobilienentwickler 6B47 hat Büros in Wien, Düsseldorf und Warschau. Bis 2016 wurde ein Developmentvolumen von über 1,3 Milliarden Euro umgesetzt.
Am 3. Februar 2025 stellte die 6B47 einen Insolvenzantrag.

## Privates
Martin Huber ist seit 1997 mit Barbara Huber-Lipp, einer diplomierten Trainerin in Wirtschaft und Jugendentwicklung, verheiratet und hat zwei Söhne.